# Puya venusta
Puya venusta là một loài thực vật có hoa trong họ Bromeliaceae. Loài này được (Baker) Phil. miêu tả khoa học đầu tiên năm 1895.

## Hình ảnh

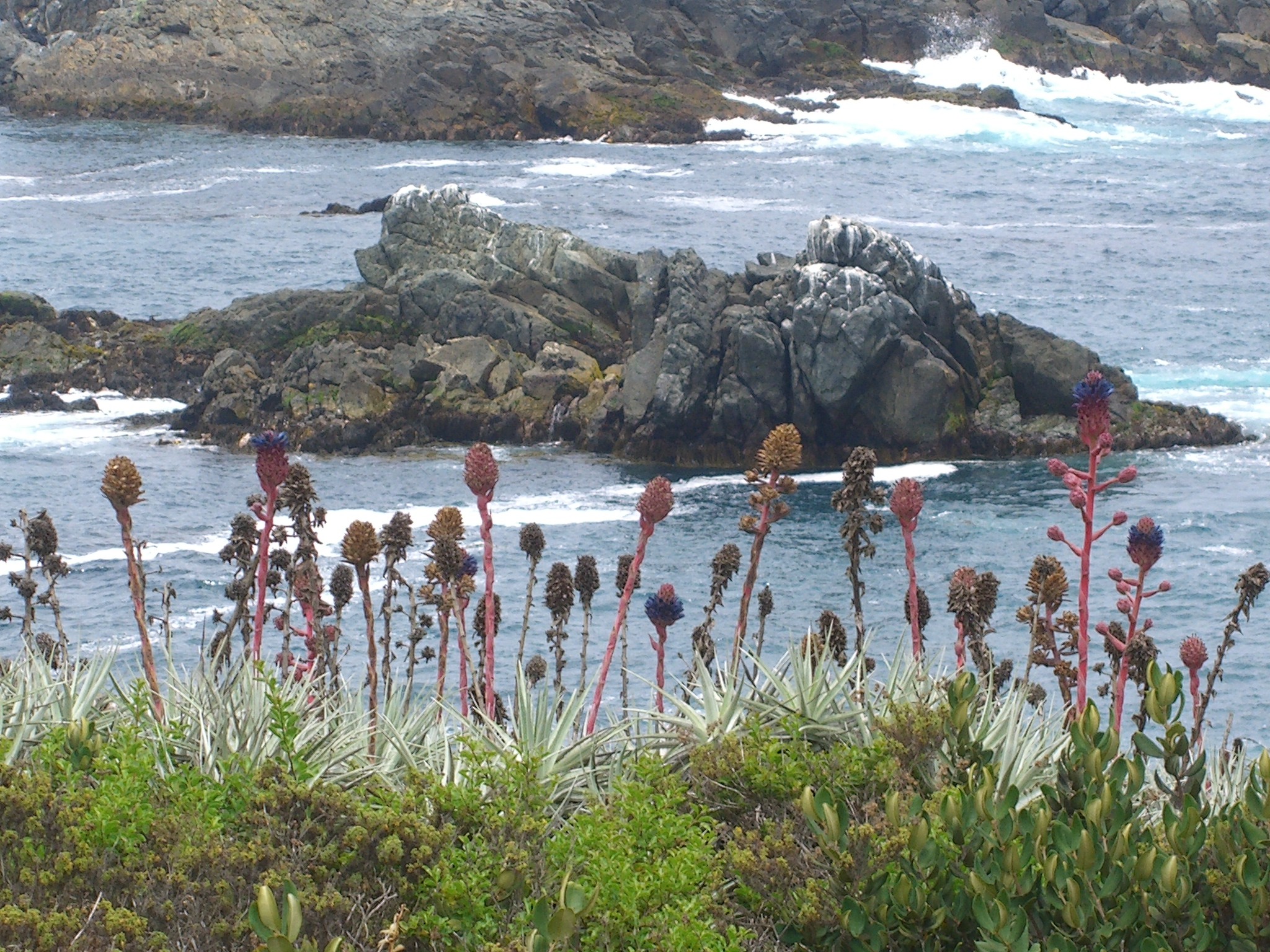
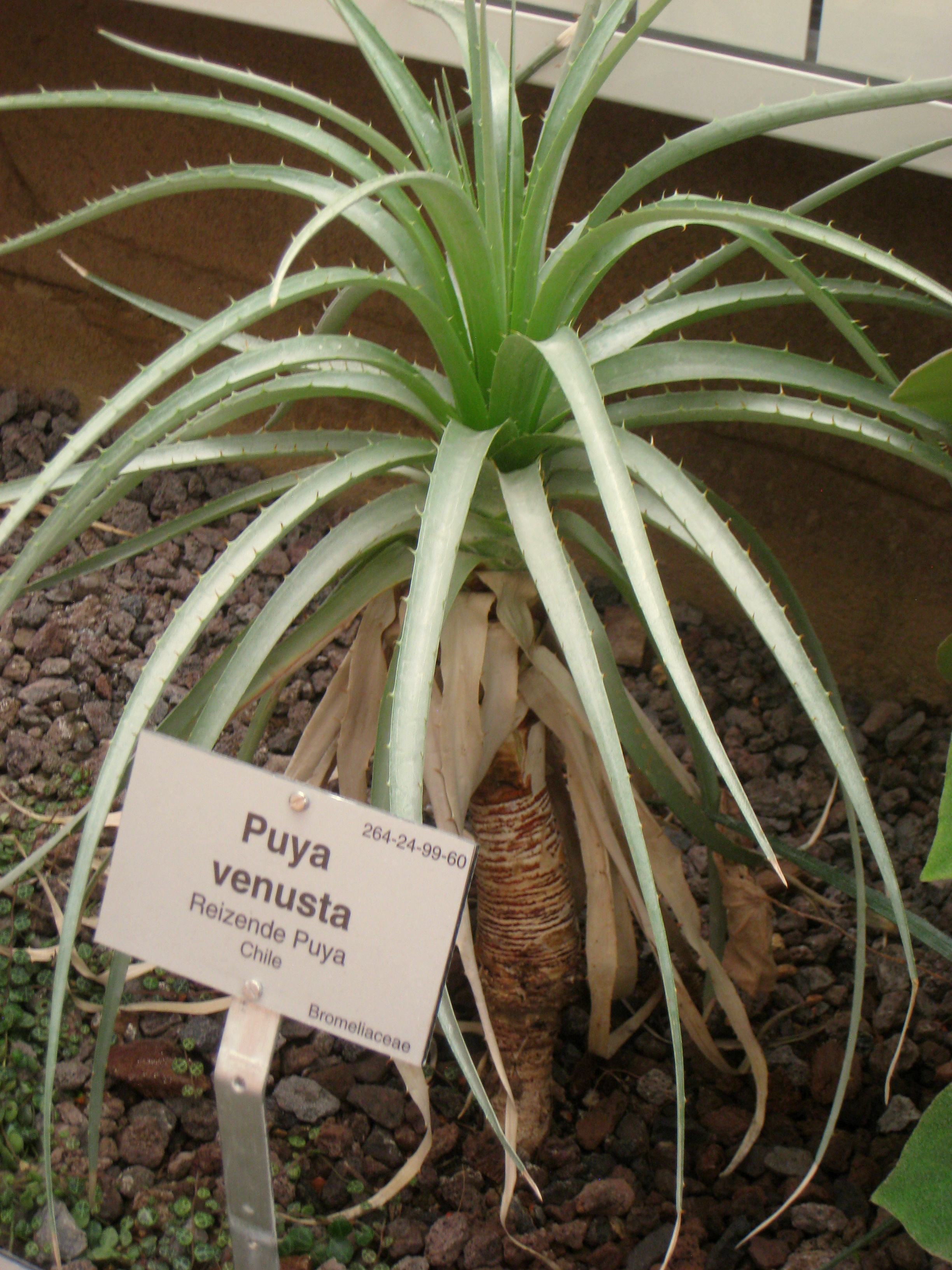
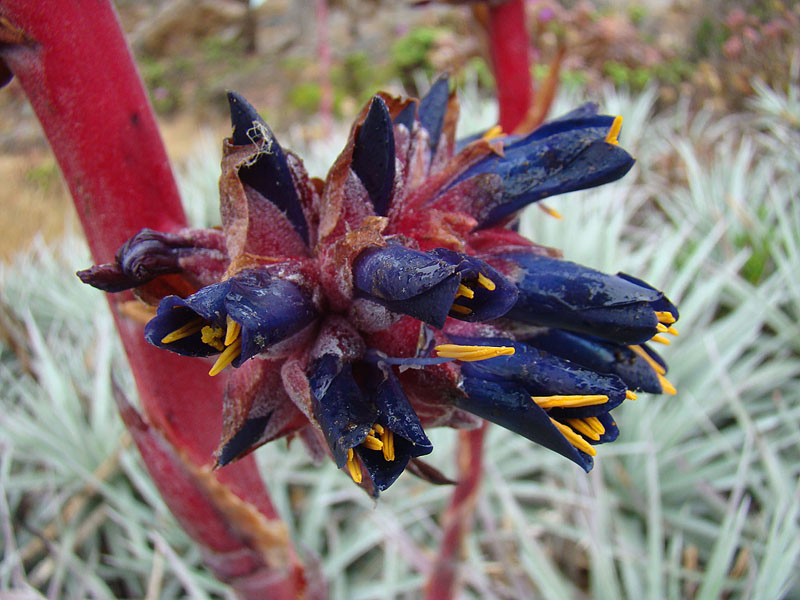